# Base Aérea Anderson
Base Aérea de Andersen (Andersen AFB, AAFB) (IATA: UAM, ICAO: PGUA, FAA LID: UAM) é uma base da Força Aérea dos Estados Unidos localizada principalmente na vila de Yigo, no território dos Estados Unidos de Guam. A unidade anfitriã em Andersen AFB é a 36ª Ala (36 WG), atribuída à Décima Primeira Força Aérea da Forças Aéreas do Pacífico. Como uma ala não voadora, a missão do 36 WG é fornecer apoio às forças aéreas e espaciais destacadas da USAF, forças aéreas estrangeiras para Andersen e unidades inquilinas designadas para a base. A Andersen AFB foi colocada sob a autoridade de gerenciamento de instalação da Região Conjunta Marianas em 1 de outubro de 2009, juntamente com a Base Naval de Guam. As duas bases estão a cerca 48 km (30 mi) separados em extremos opostos da ilha. Estabelecido em 1944 após a Libertação de Guam como Campo Norte, recebeu o nome do General de brigada James Roy Andersen (1904–1945).
A mais importante base aérea dos EUA a oeste do Havaí, Andersen é um dos quatro locais de operação avançada de bombardeiros da Força Aérea e a única base no Pacífico Ocidental que pode atender permanentemente bombardeiros estratégicos pesados dos EUA, incluindo B-1B, B-2 e bombardeiros B-52. Andersen é uma das duas bases críticas na região da Ásia-Pacífico, sendo a outra Diego Garcia no Oceano Índico. Devido ao espaço aéreo quase irrestrito de Guam e à proximidade da ilha Farallón de Medinilla, um alcance de bombardeio naval de 296 km (184 mi) ao norte, a base está em um local de treinamento ideal.

## História
A Base da Força Aérea de Andersen foi estabelecida em 3 de dezembro de 1944 e recebeu o nome do Brigadeiro-General James Roy Andersen (1904–1945). Andersen se formou na Academia Militar dos Estados Unidos em 1926, serviu em várias instalações do exército e obteve suas asas em Kelly Field, Texas, em 1936. Durante 1943–1944, ele serviu no Estado-Maior do Departamento de Guerra. Em janeiro de 1945, Andersen foi designado para HQ AAF, Área do Oceano Pacífico. Ele morreu em 26 de fevereiro de 1945 na queda de um avião B-24 Liberator entre Kwajalein e Atol Johnston durante a rota para o Havaí.

### Segunda Guerra Mundial
A origem da Base Aérea de Andersen começa em 7 de dezembro de 1941, quando Guam foi atacada pelas forças armadas do Império do Japão na Batalha de Guam três horas após o Ataque a Pearl Harbor. A Marinha dos Estados Unidos entregou Guam aos japoneses em 10 de dezembro. No auge da guerra, aproximadamente 19.000 soldados e marinheiros japoneses foram enviados para a ilha. Guam foi libertado pelo 3º Corpo Anfíbio do Corpo de Fuzileiros Navais dos Estados Unidos em 21 de julho de 1944, na Batalha de Guam (1944), após um bombardeio pré-invasão de 13 dias.
Os japoneses conseguiram conter os fuzileiros navais em duas cabeças de praia, mas o contra-ataque falhou. Os fuzileiros navais renovaram seu ataque e chegaram à ponta norte da ilha em 10 de agosto de 1944. As atividades da guerrilha japonesa continuaram até o fim da guerra, e algumas resistiram por muitos anos depois.
Guam foi considerado ideal para estabelecer bases aéreas para lançar as operações do B-29 Superfortress contra as Arquipélago japonês. As Ilhas Marianas a cerca de 2,400 km (1,500 mi) de Tóquio, um alcance que os B-29s poderiam administrar. Mais importante de tudo, poderia ser colocado em uma linha de abastecimento direto dos Estados Unidos por navio. "North Field", como Andersen AFB foi nomeado pela primeira vez, foi a primeira base aérea construída em Guam após sua libertação. Sua construção começou em novembro de 1944 e contou com o apoio dos Seabees da Marinha dos Estados Unidos. O North Field e seu co-localizado Northwest Field eram uma instalação enorme, com quatro pistas principais, pistas de táxi, revestimento para mais de 200 B-29s e uma grande área de contenção para operações de base e pessoal.
A primeira unidade anfitriã no Campo Norte foi a 314ª Ala de Bombardeio, XXI Comando de Bombardeiros, Vigésima Força Aérea. O 314º chegou a Guam em 16 de janeiro de 1945 vindo de Peterson Field, Colorado. O 314º controlava quatro grupos operacionais de bombadeiros B-29, o 19º (Quadrado M), o 29º (Quadrado O), o 39º (Quadrado P) e o 330º (Quadrado K).
As missões B-29 Superfortress do North Field eram ataques contra alvos estratégicos no Japão, operando à luz do dia e em grandes altitudes para bombardear fábricas, refinarias e outros objetivos. Em março de 1945, o XXI Comando de Bombardeiros mudou de tática e começou a realizar incursões incendiárias noturnas de baixo nível em alvos da área. Durante o ataque aliado a Okinawa, grupos da 314ª Ala de Bombardeiros atacaram aeródromos de onde os japoneses enviavam aviões suicidas contra a força invasora.
Voando de Guam, Sgt Henry E Erwin do 29º Grupo de Bombardeio foi premiado com a Medalha de Honra pela ação que salvou seu B-29 durante uma missão sobre Kōriyama, Japão, em 12 de abril de 1945. Quando uma bomba de fumaça de fósforo explodiu no paraquedas de lançamento e disparou de volta para o avião, o sargento Erwin pegou a bomba em chamas, carregou-a até uma janela e a jogou fora.
Após a guerra, os B-29s de North Field entregaram alimentos e suprimentos aos prisioneiros aliados e participaram de várias missões de demonstração de força sobre o Japão. Os 29º, 39º e 330º Grupos de Bombardeio retornaram aos Estados Unidos e foram desativados em dezembro de 1945. O 19º permaneceu em Guam para se tornar a unidade anfitriã da estação depois que a 314ª Ala de Bombardeio mudou-se para a Base Aérea de Johnson, no Japão, para tarefas de ocupação.

### Anos pós-guerra

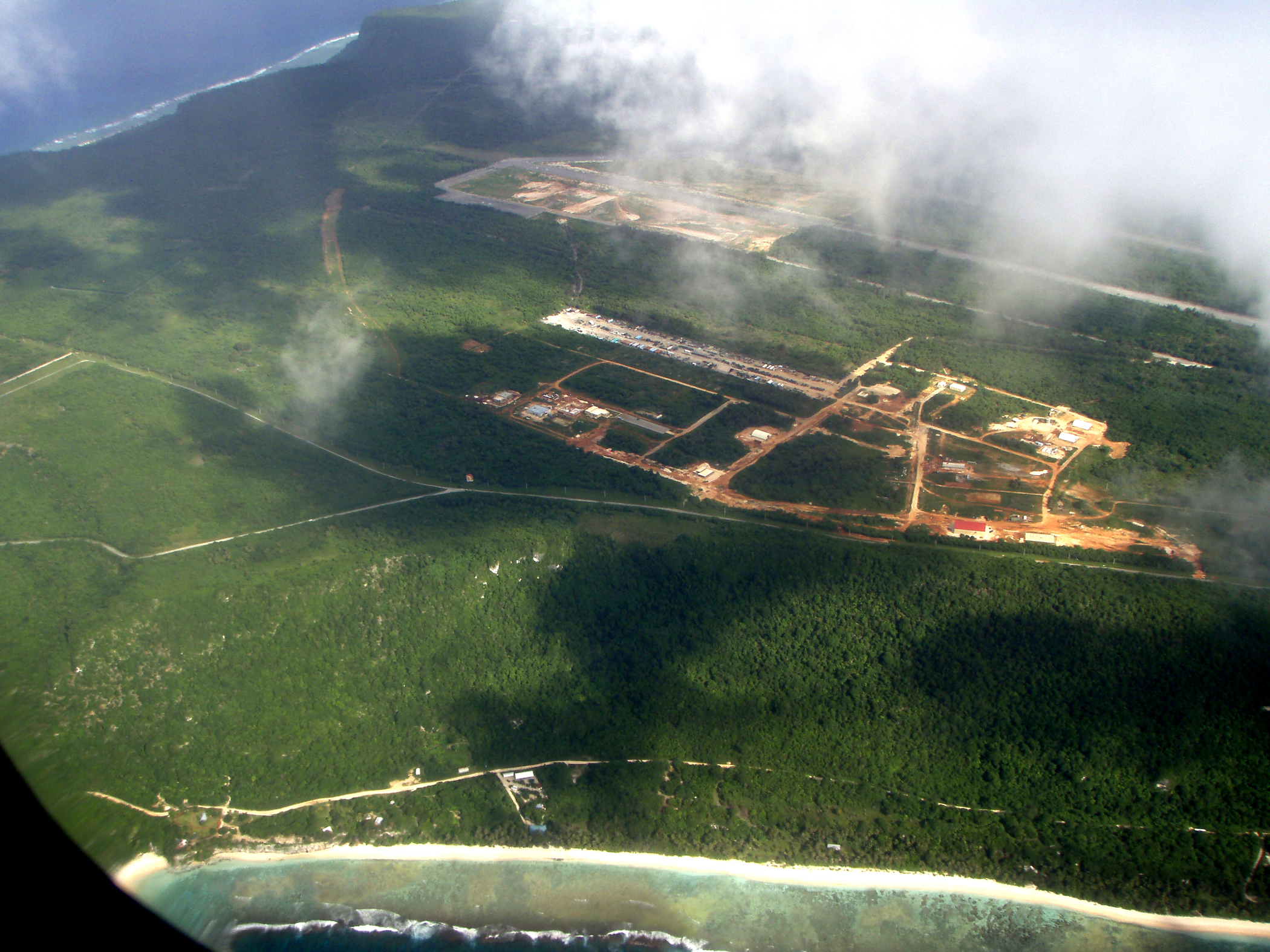
Campo Norte na Base da Força Aérea de Andersen

Após o fim da Segunda Guerra Mundial, Guam serviu como ponto de coleta de bens de guerra excedentes que se acumularam no Teatro do Pacífico.
A 19ª Ala de Bombardeio (BW) foi formada na Base Aérea do Norte em 1948 a partir dos recursos do antigo Comando da Base Aérea de Guam do Norte (Provisório). O 19º BW operou o Andersen AFB e continuou utilizando B-29s. Em maio de 1949, o quartel-general da Vigésima Força Aérea mudou-se de Guam para a Base Aérea de Kadena, em Okinawa. Seu ex-funcionário foi designado para o 19º BW.
Em Andersen, a ala assumiu a responsabilidade de supervisionar duas bases ativas e uma base semi-ativa, uma variedade de comunicação, meteorologia, radar, resgate e outras instalações e unidades, incluindo a Área de Material Aéreo de Marianas, uma unidade de tamanho de asa. Muitas das unidades e instalações foram fechadas ou inativas em poucos meses.
Em outubro de 1949, a 19ª Ala foi transferida para o comando da 20ª Força Aérea. As demais unidades nas Ilhas Marianas e Bonin foram transferidas para outras organizações. De 17 de outubro de 1949 até 28 de junho de 1950, a ala continuou o treinamento do B-29, a operação da Base Aérea de Andersen e as missões de resgate e reconhecimento.

### Década de 1950
Três dias depois que a Coreia do Norte invadir a Coreia do Sul em 1950, o 19º Grupo de Bombardeio deslocou B-29 para Andersen para começar a bombardear alvos em toda a Corria do Sul. Alguns dias depois, o grupo foi destacado do 19º BW e enviado para a Base Aérea de Kadena, Okinawa. O restante da ala permaneceu em Andersen, fornecendo manutenção para aeronaves transitórias e operando depósitos de munição até 1953.
Em 1951, o Comando Aéreo Estratégico (SAC) selecionou várias bases no exterior para apoiar implantações de unidades rotativas de seus bombardeiros de bases nos Estados Unidos, começando com unidades B-29 e posteriormente incluindo bombardeiros B-36 Peacemaker, B-47 Stratojet, B-50 Superfortress e navios-tanque de reabastecimento KB-29.
Com a diminuição da hostilidade na Coreia, o 19º quartel-general do BW foi transferido para a Base Aérea de Kadena, Okinawa, em 1953, e foi substituído pela 6319ª Ala da Base Aérea das Força Aérea dos Estados Unidos no Extremo Oriente. A 19ª Ala de Bombardeiros do Comando de Bombardeiros da FEAF e as 98ª e 307ª Alas de Bombardeiros do SAC foram desativadas em 1954. Suas três asas B-29 retornaram aos Estados Unidos contíguos e foram substituídas por B-47.
A 3ª Divisão Aérea foi ativada em 18 de junho em seu lugar. Seu objetivo era controlar todas as unidades do SAC no Extremo Oriente. A divisão operou como uma unidade inquilina de junho de 1954 até abril de 1955 e recebeu serviços de suporte de base de host do 6319º até que essa unidade fosse desativada em 1º de abril de 1955. A 6319ª foi substituída pela 3960ª Ala da Base Aérea alinhada com o SAC.
O SAC continuou seu programa de treinamento rotacional de unidade de 90 dias e começou a assumir o controle da base da FEAF. Após a transferência de base de 1 de abril de 1955 e ativação da 3960ª Ala da Base Aérea, os B-47s substituíram os B-36s nas rotações. A 43ª Ala de Bombardeio da Base aérea Davis-Monthan, Arizona, operou de julho a outubro de 1957, que acabou se tornando a unidade anfitriã de Andersen. A 3960ª Ala da Base Aérea foi redesignada em 1 de julho de 1956 como o 3960º Grupo da Base Aérea.
O 41º Esquadrão de Caça-Interceptador das Forças Aéreas do Pacífico, junto com seus F-86, esteve estacionado em Andersen de agosto de 1956 até ser desativado em março de 1960. Depois disso, a missão de defesa aérea foi fornecida por implantações de unidades da Quinta e Décima Terceira Força Aérea voando na aeronave F-102.

### Vietnã
As funções de rotação de Andersen foram concluídas quando o B-47 foi desativado e substituído pelo B-52 Stratofortress. O primeiro B-52, o "City of El Paso", chegou do 95º Bomb Wing na Base Aérea de Biggs, Texas, em março de 1964. Foi seguido pelos KC-135 Stratotankers.
Com o início da Operação Arc Light em junho de 1965, B-52Fs e KC-135As iniciaram missões regulares de bombardeio sobre o Vietnã e continuaram até 1973, com uma pausa entre agosto de 1970 e início de 1972.
Em apoio à Operação Arc Light, o SAC ativou a 4133ª Ala de Bombardeio (Provisória) em 1 de fevereiro de 1966. A 3960ª Ala Estratégica, que foi originalmente ativada em 1955 como a 3960ª Ala da Base Aérea, continuou como ala anfitriã da base até ser desativada e substituída pela 43ª Ala Estratégica em 1 de abril de 1970. A 43ª assumiu a missão da 4133ª em 1 de julho de 1970 e continuou nesta função até que a 57ª Divisão Aérea (Provisória) e a 72ª Ala Estratégica (Provisória) foram ativadas em junho de 1972 em apoio à Operação Bullet Shot (nome da operação militar para designação de serviço temporário de técnicos baseados nos EUA - "o rebanho disparou 'ao redor do mundo."). A 303ª Ala Consolidada de Manutenção de Aeronaves (Provisória) foi acionada em julho do mesmo ano. Todas as unidades provisórias permaneceram em Andersen até que as missões de bombardeio cessassem em 15 de novembro de 1973.

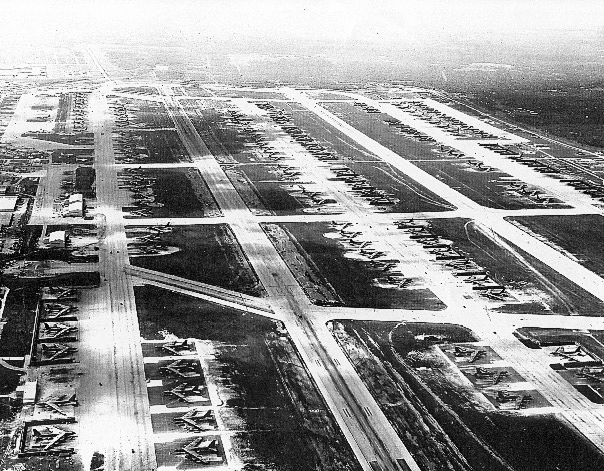
Cerca de 150 B-52s em Andersen AFB, outono de 1972

A Operação Linebacker II continuou a missão da Operação Arc Light e foi mais notável por sua campanha de bombardeio de 11 dias entre 18 e 29 de dezembro de 1972, na qual mais de 150 B-52s voaram 729 surtidas em 11 dias. Os B-52 em Andersen, combinados com outros bombardeiros estacionados no Campo U-Tapao na Tailândia, constituíam cerca de 50 por cento da força total de bombardeiros do SAC e 75 por cento de todas as equipes de combate. Duas bases continham o equivalente a 13 asas de bombardeiros dos Estados Unidos.
Um cessar-fogo entrou em vigor no Vietnã em 27 de janeiro de 1973. No entanto, os B-52 continuaram a realizar missões sobre o Camboja e o Laos até que foram interrompidas em 15 de agosto de 1973. Com o fim dessas corridas, mais de 100 B-52s, modelos D e G, foram implantados em outras partes do mundo em outubro de 1973. A Oitava Força Aérea mudou-se para a Base Aérea de Barksdale, Luisiana, e a 3ª Divisão Aérea foi reativada em 1 de janeiro de 1975.
Quando as forças norte-vietnamitas invadiram o Vietnã do Sul no final de 1975, a base forneceu socorro de emergência e abrigo para milhares de evacuados vietnamitas como parte da Operação Nova Vida. Após a queda de Saigon, Andersen recebeu quase 40.000 refugiados e processou outros 109.000 para transporte para os Estados Unidos.
A base voltou às operações de rotina no final dos anos 1970, mas continuou a servir como um dos locais estratégicos do SAC. As tripulações e as aeronaves eram regularmente enviadas para locais entre a Austrália, o Alasca e a Coreia do Sul e apoiavam as operações de vigilância marítima da Marinha dos EUA.
Andersen também abrigou o 54º Esquadrão de Reconhecimento Meteorológico "Typhoon Chasers" durante a década de 1960 até a década de 1980. As tripulações dos aviões WC-130 rastreiam e penetram nos tufões, fornecendo alertas avançados para as populações militares e civis em todo o Pacífico ocidental. Durante a Guerra do Vietnã, o 54º também forneceu capacidade de semeadura de nuvens ao longo da trilha Ho Chi Minh e reconhecimento sinóptico, desdobrando-se de Udorn RTAFB quando não em Guam. O 54º WRS foi desativado em setembro de 1987.

### Pós-Vietnã
Em 1983, o 43º completou sua transição do B-52D para o B-52G e se tornou uma das duas únicas asas de bombardeiros SAC equipadas com o míssil antinavio Harpoon.
A base passou por uma grande mudança em 1989, quando o controle foi transferido do SAC para as Forças Aéreas do Pacífico. A 633ª Ala da Base Aérea foi ativada em 1 de outubro de 1989, o que levou à inativação da 43ª Ala de Bombardeio em 26 de março de 1990 e do 60º Esquadrão de Bombardeio (Pesado) em 30 de abril de 1990.
Em agosto de 1990, o pessoal da Andersen começou a enviar mais de 37.000 toneladas de munições para as forças no Golfo Pérsico em apoio às Operações Escudo no Deserto e Tempestade no Deserto.
Com a erupção do Monte Pinatubo em junho de 1991, Andersen foi fundamental para cuidar dos evacuados americanos e seus animais de estimação como parte da Operação Fiery Vigil. Em dezembro, Andersen tornou-se o lar da Décima Terceira Força Aérea, que havia evacuado da Base Aérea de Clark, nas Filipinas, após a erupção.

### Pós Guerra Fria

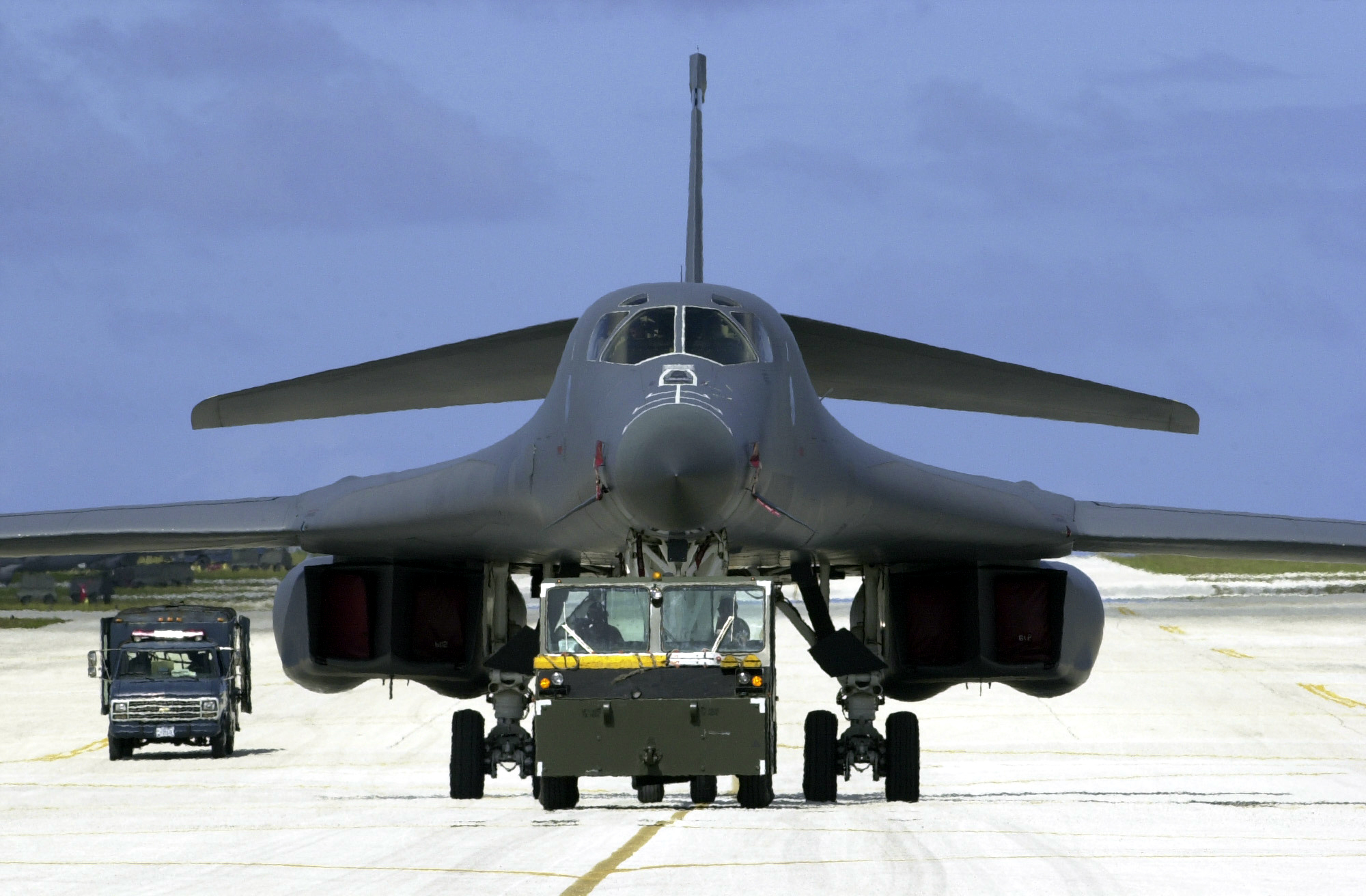
Um bombardeiro B-1B em Andersen

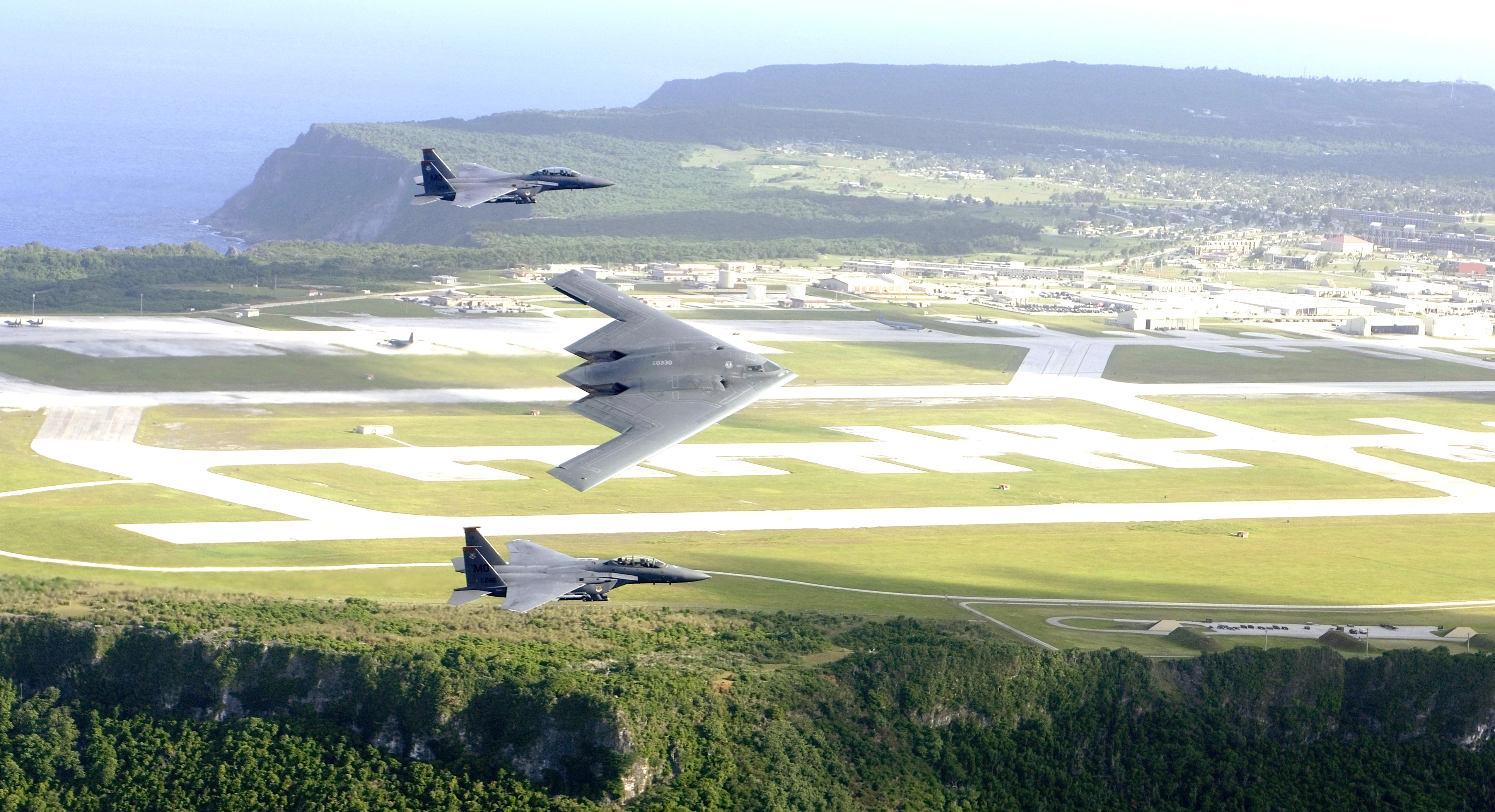
B-2 Spirit e F-15 sobre Andersen AFB, 2005

A unidade hospedeira foi alterada em 1 de outubro de 1994, quando a 633ª Ala da Base Aérea foi desativada. A 36ª Ala da Base Aérea assumiu as operações de acolhimento e foi redesignada como a 36ª Ala em 12 de abril de 2006. Em outubro de 1994, o Esquadrão Cinco de Apoio ao Combate de Helicópteros da Marinha dos EUA (HC-5) mudou-se para Andersen da agora fechada Estação Aérea Naval de Agana, Guam. O HC-5 foi posteriormente redesignado como Helicopter Sea Combat Squadron Twenty-Five ( HSC-25 ) após sua transição do CH-46 para o MH-60S.
A base era um dos poucos lugares no mundo onde o ônibus espacial da NASA tinha permissão para pousar, servindo como um local de pouso de emergência aumentado para o orbitador do ônibus espacial.
Em 2007, a condição da Pista Sul, de 50 anos, havia se deteriorado a ponto de ser necessária a remoção e substituição completa da pista para manter a segurança. A substituição da pista orçamentada em 50,6 milhões de dólares foi um projeto de Design-Build da Agência de Apoio ao Engenheiro Civil da Força Aérea para a Tutor-Perini Corporation e sua subsidiária local, Black Construction Company. O escopo do projeto incluiu a demolição e reconstrução da pista sul existente de 3.409 m (11.185 ft) por 61 m (200 ft), reparos e ligações para cruzamentos de pistas de táxi existentes, remoção e substituição da iluminação degradada do aeródromo e realinhamento e reconstrução do trem de pouso.
Em 23 de fevereiro de 2008, um bombardeiro furtivo USAF B-2 Spirit, uma das aeronaves militares mais caras do mundo, caiu na base. Ambos os pilotos ejetaram com segurança antes do avião, avaliado em 1.4 bilhões de dólares americanos, caiu momentos após a decolagem devido a uma falha mecânica. Esta foi a primeira vez que um B-2 caiu.
Em 21 de julho de 2008, um B-52 caiu no mar durante uma missão de treinamento que deveria sobrevoar um desfile em Guam comemorando a libertação da ilha pelos Estados Unidos da ocupação japonesa em 1944.

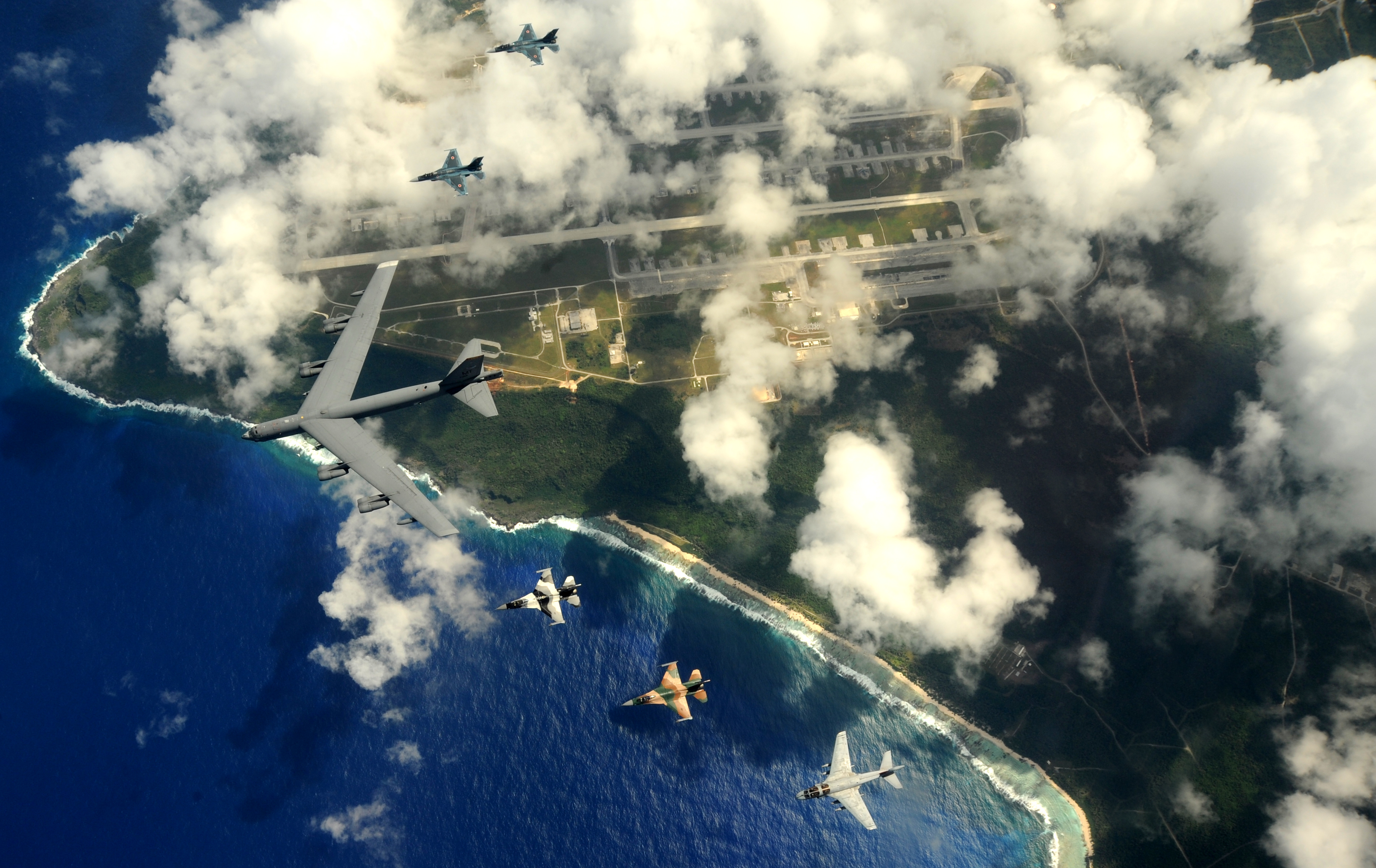
Um B-52 Stratofortress e outros aviões voando sobre Guam em 2009

As aeronaves B-2 e B-52 do 13º Esquadrão de Bombardeiros e do 393º Esquadrão de Bombardeiros se revezaram para fornecer uma presença contínua de bombardeiros na base. Uma implantação de quatro meses envolvendo quatro B-2s começou em março de 2009.
Em março de 2009, a base anunciou que investigaria as denúncias feitas por um denunciante de violações ambientais dentro da área protegida da base. As alegações incluíam caça furtiva, captura ilegal de caranguejos de coco e revenda de cervos-troféu, pavimentação de praias e remoção de vegetação usada para nidificação de tartarugas-de-pente e tartarugas-verdes ameaçadas de extinção. Os Funcionários Públicos para Responsabilidade Ambiental (PEER) disseram: "O programa da Força Aérea para proteger os recursos naturais de Guam quebrou totalmente." O Inspetor Geral do Departamento de Defesa (DOD IG) determinou que as respostas da Força Aérea às alegações do PEER abordaram adequadamente as questões levantadas. Consequentemente, o DoD IG determinou que uma investigação mais aprofundada não era necessária.
A importância estratégica da Andersen AFB foi trazida à tona na terça-feira, 12 de fevereiro de 2013, quando a base foi cercada por dois bombardeiros russos Tupolev Tu-95 Bear-H horas antes do discurso do presidente Obama sobre o estado da União. Seu vôo foi monitorado por caças F-15 dos EUA. Os bombardeiros russos mais tarde deixaram a área em direção ao norte.
À medida que as tensões aumentavam entre os EUA e o regime norte-coreano, este último ameaçou atacar a ilha. Um total de 816.393 ativos de munições avaliados em mais de $ 95 milhões foram entregues à Base Aérea de Andersen entre 21 de agosto e 30 de setembro de 2017.
No início de 2019, as principais unidades operacionais e da base incluíam a 36 69º Grupo de Reconhecimento, voando o Northrop Grumman RQ-4 Global Hawk, e o Helicóptero Sea Combat Squadron Two-Five (HSC-25), da Marinha dos EUA, voando o Sikorsky MH-60S.
Em abril de 2020, dezesseis anos de presença contínua de bombardeiros (CBP) em Andersen terminaram quando a USAF anunciou que não estava mais baseando permanentemente bombardeiros estratégicos fora dos Estados Unidos continentais. Desde 2004, as aeronaves B-1B Lancer, B-2A Spirit e B-52G Stratofortress foram implantadas em Guam em regime de rotação. Apesar da mudança, espera-se que os bombardeiros continuem a ser implantados de forma ad hoc.
Como parte do estabelecimento do Marine Corps Base Camp Blaz, instalações adicionais estão sendo construídas em Andersen para abrigar fuzileiros navais a serem estacionados lá. Além disso, a North Ramp em Andersen está sendo convertida para operações aéreas do Corpo de Fuzileiros Navais e a instalação habitacional abandonada Andersen South (ao sul da base propriamente dita) está sendo convertida em um complexo de treinamento urbano.

## Nomes anteriores, comandos e atribuições

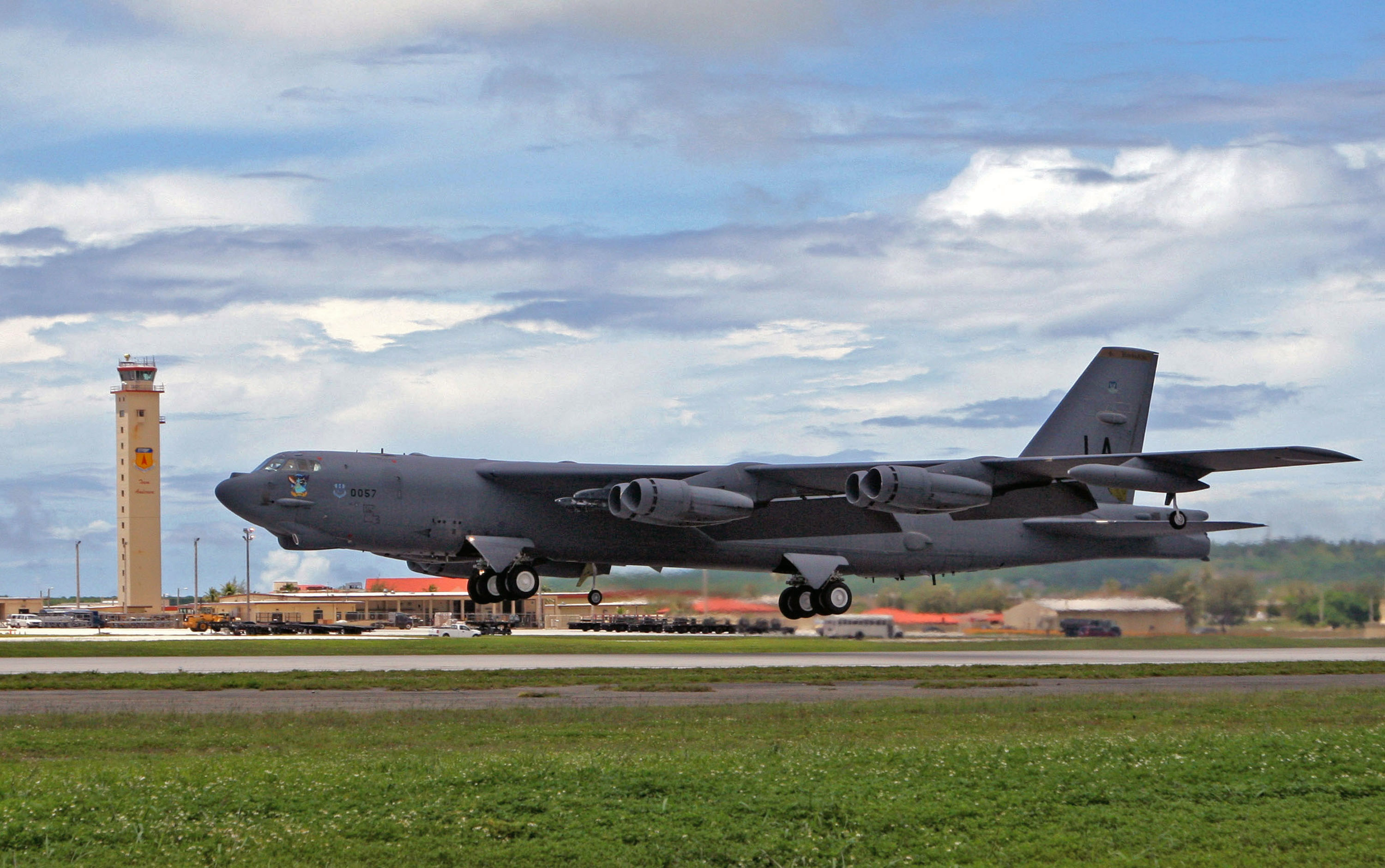
Um B-52 de Barksdale AFB decola de Andersen em 2007

- Estabelecido como Campo Norte, dezembro de 1944 (estação tornou-se operacional em 3 de fevereiro de 1945)
- Comando AB do Campo Norte, 9 de maio de 1946
- Base Aérea do Exército do Norte, 20 de dezembro de 1947[25]
- Base Aérea Norte, 1 de março de 1948
- Base da Força Aérea Norte de Guam, 22 de abril de 1948
- North Field Air Force Base, 1 de fevereiro de 1949
- Base da Força Aérea Norte de Guam, 1 de março de 1949
- Base da Força Aérea Andersen, 7 de outubro de 1949–presente
- Tornou-se parte da Região Conjunta Marianas, 1 de outubro de 2010–presente

### Principais comandos atribuídos
- Vigésima Força Aérea, 3 de fevereiro de 1945
- Força Aérea do Extremo Oriente, 15 de maio de 1949
- Comando Aéreo Estratégico, 1 de abril de 1955
- Forças Aéreas do Pacífico, 1 de outubro de 1989

### Principais unidades atribuídas
- 314th Air Division, 16 de Janeiro de 1945 - 15 de Maio de 1946

19º Grupo Bombardeiro, 16 de Janeiro de 1945 - 1 de Junho de 1953
29º Grupo de Bombardeiro, 17 de Janeiro de 1945 - 20 de Maio de 1946
39º Grupo Bombardeiro]], 18 de Fevereiro - 17 de Novembro de 1945
330ª Grupo Bombardeiro, 18 de Fevereiro - 17 de Novembro de 1945
- 19º Grupo de Abastecimento de Ar, Comando da Base Aérea do Exército Norte (Provisório), 20 de Dezembro de 1947 - 17 de Agosto de 1948[25]
- Comando da Base Aérea de Guam Norte (Provisório), 15 de Maio de 1946 - 24 de Agosto de 1948
- 19ª Ala de Bombardeamento, 10 de Agosto de 1948 - 1 de Junho de 1953
- 54º Esquadrão de Reconhecimento Estratégico, 21 de Fevereiro de 1951 - 18 de Março de 1960
- 6319ª Ala da Base Aérea, 1 de Junho de 1953 - 1 de Abril de 1955
- 3ª Divisão Aérea, 18 de Junho de 1954 - 1 de Abril de 1970
- 92ª Grupo Bombardeiro, 16 de Outubro de 1954 - 12 de Janeiro de 1955
- 509ª Ala Bombardeiro, 10 de Julho - 8 de Outubro de 1954
- 6ª Ala de Bombardeiro, 14 de Janeiro - 12 de Abril de 1955
- 3960ª Ala da Base Aérea, 1 de Abril de 1955 - 1 de Abril de 1970

| - 5ª Ala Bombardeiro, 14 de Janeiro - 12 de Abril de 1955 - 99ª Ala de Bombardeiro, 29 de Janeiro - 25 de Abril de 1956 - 303ª Ala de Bombardeiro]], 12 Julho - 4 Outubro 1956 - 41º Esquadrão de Treino de Voadores, 5 de Agosto de 1956 - 8 de Março de 1960 - 320ª Ala Expedicionária Aérea, 5 de Outubro de 1956 - 11 de Janeiro de 1957 - 327ª Divisão do Aérea, 1 de Julho de 1957 - 8 de Março de 1960 - 605º Esquadrão de Apoio ao Transporte Aéreo Militar, 27 de Dezembro de 1965 Redesignado: 605ª Esquadra de Apoio ao Transporte Aéreo, 8 de Janeiro de 1966 Redesignado: 734º Esquadrão de Mobilidade Aérea, 1 de Junho de 1992 - presente - 4133d Ala de Bombardeamento (Provisório), 1 de Fevereiro de 1966 - 1 de Julho de 1970 - 43ª Ala Aérea, 1 de Abril de 1970 - 30 de Setembro de 1990 - 633ª Ala da Base Aérea, 1 de Outubro de 1989 - 1 de Outubro de 1994 - 36ª Ala da Base Aérea, 1 de Outubro de 1994 Redesignado: 36a Ala, 12 de Abril de 2006 - presente - Helicopter Sea Combat Squadron Two-Five, 3 de Fevereiro de 1984 - presente - Força Tarefa Talon - US Army, E Battery, 3rd Air Defense Artillery Regiment THAAD e elementos de apoio. |

## Localização
O US Census Bureau o coloca em seu próprio local designado pelo censo em Guam.

## Unidades baseadas
Unidades voadoras e não voadoras notáveis baseadas na Base Aérea de Andersen.
Unidades marcadas como GSU são Unidades Geograficamente Separadas, que embora baseadas em Andersen, são subordinadas a uma unidade matriz baseada em outro local.

### Força Aérea dos Estados Unidos
| Pacific Air Forces (PACAF) - Eleventh Air Force - 36th Wing - Headquarters 36th Wing - 36th Operations Group - 36th Operations Support Squadron - 36th Contingency Response Group - 36th Mobility Response Squadron - 554th RED HORSE Squadron - 644th Combat Communications Squadron - 736th Security Forces Squadron - 36th Maintenance Group - 36th Expeditionary Aircraft Maintenance Squadron - 36th Maintenance Squadron - 36th Munitions Squadron - 36th Medical Group - 36th Medical Operations Squadron - 36th Medical Support Squadron - 36th Mission Support Group - 36th Civil Engineering Squadron - 36th Communications Squadron - 36th Contracting Squadron - 36th Force Support Squadron - 36th Logistics Readiness Squadron - 36th Security Forces Squadron Air Combat Command (ACC) - Sixteenth Air Force - 319th Reconnaissance Wing - 319th Operations Group - 4th Reconnaissance Squadron – RQ-4B Global Hawk (sazonal) | Air Mobility Command (AMC) - United States Air Force Expeditionary Center - 515th Air Mobility Operations Wing - 715th Air Mobility Operations Group - 734th Air Mobility Squadron (GSU) Air Force Reserve Command (AFRC) - Fourth Air Force - 624th Regional Support Group - 44th Aerial Port Squadron (GSU) - 624th Aerospace Medicine Flight - 624th Regional Support Group Operating Location-Alpha - 724th Aeromedical Staging Flight Air National Guard (ANG) - Guam Air National Guard - 254th Air Base Group - 254th RED HORSE Squadron - 254th Security Forces Squadron Comandante, Forças Aéreas NavaisComandante, Forças Aéreas Navais (COMNAVAIRFOR). - Comandante, Helicóptero Sea Combat Wing Pacific - Helicopter Sea Combat Squadron 25 (HSC-25) - MH-60S Seahawk - MH-60S Seahawk "Comando de Operações Espaciais (SpOC)'. - Space Delta 6 - 21º Esquadrão de Operações Espaciais - Destacamento 2 (GSU) |

## Educação
A Base da Força Aérea de Andersen abriga a Andersen Elementary School e a Andersen Middle School. Alunos do ensino médio frequentam a Guam High School em Agana Heights, Guam.
Oportunidades de ensino superior estão disponíveis para militares, funcionários do Departamento de Defesa e membros da família em Andersen por meio de instituições acadêmicas contratadas, como a Divisão Asiática da University of Maryland University College (UMUC) e a Divisão do Extremo Oriente do Pacífico da Central Colégio do Texas.

### Escola Secundária de Andersen
A Andersen Middle School atende a uma população de alunos da 6ª à 8ª série de famílias militares americanas. A escola está dentro do sistema escolar de Atividade Educacional do Departamento de Defesa e do subsistema DDESS Guam. Possui um credenciamento de 5 anos obtido da North Central Association of Colleges and Schools. Em setembro de 1997, o DoDEA abriu suas próprias escolas para filhos de militares.

#### Esportes
Os esportes da Andersen Middle School incluem vôlei, cross country, softball, futebol e basquete.

#### História
A Andersen Middle School foi fundada em 1997 e estava espalhada pela Andersen Air Force Base. As aulas da escola original eram ministradas nos antigos dormitórios da Força Aérea. Muitas salas tiveram as paredes derrubadas para acomodar o tamanho das turmas. A biblioteca original do ensino fundamental foi compartilhada com a biblioteca base no primeiro ano. A partir de 2012, agora está permanentemente localizado em um prédio com ar-condicionado.
A Andersen Middle School adotou o sistema de agendamento em bloco. As classes básicas exigidas são educação física, matemática, ciências, estudos sociais, leitura e artes da linguagem. As aulas eletivas incluem espanhol, banda, habilidades de estudo, produção de vídeo, cultura e teatro. A escola oferece um programa de educação especial e oportunidades para fazer cursos de ensino médio, como álgebra e geometria.